# Erdei bunkóscsápúsáska
Az erdei bunkóscsápúsáska (Gomphocerippus rufus) a sáskafélék családjába tartozó, Eurázsiában honos sáskafaj.

## Megjelenése
Az erdei bunkóscsápúsáska testhossza a hím esetében 14-16 mm, a nőstény 17-23 mm. Közepes termetű sáskafaj. Alapszíne barnás-szürkés, ritkán vöröses árnyalatú. A fej oldalait, a torpajzsot és tort sokszor apró sötét foltok borítják, de lehet egyszínű is. Gyakran a fejtetőtől a szárnytőig széles, világos sáv húzódik végig, elsősorban a nőstények esetében. A torpajzs élei viszonylag erősen betörnek és sokszor sötét alapon fehér vonal jelzi őket. A csáp vége bunkós (a hímeknél inkább kifejezve), fekete, a hegye fehér. Elsősorban a hímek esetében a hátsó lábszár és a potrohvég narancsvörös. A nőstények szárnya a térdig ér, a hímeké kissé túlnyúlik rajta. 
Éneke 3-10 másodperc hosszú, gyors, zizegő cirpelések sorozata, mely a végén kicsit lelassul. A strófa halkan indul és fokozatosan erősödik, maximális hangerejét kb. a strófa felénél éri el. Két strófa között szabálytalan hosszúságú szünetet tart, eközben a hím gyakran helyet is változtat.  

### Hasonló fajok
A zengő tarlósáska, a homoki bunkóscsápúsáska és a kis bunkóscsápúsáska hasonlít hozzá.

## Elterjedése
Eurázsiában honos, Dél-Angliától egészen Szibériáig. Az Alpokban 2400 méterig előfordul. Magyarországon mindenütt megtalálható, a hegy- és dombvidékeken gyakori is lehet. 

## Életmódja
Meleg és félszáraz, közepesen nedves élőhelyek, bozótosok, tisztások, erdőszélek, magas füvű gyepek lakója. Növényevő, füvek, lágyszárú növények leveleivel táplálkozik.     
Kifejlett egyedeivel júniustól novemberig találkozhatunk. A hím udvarló viselkedése eléggé látványos. Először elhelyezkedik a nősténnyel szemben és csápjai fel-le mozgatása közben ciripel. Ezután a fejét és a fehér végű állkapocs- és ajaktapogatóit kb. 10-szer ide-oda mozgatja növekvő sebességgel, és minden egyes ilyen mozdulatnál felemeli a fejét. Ezt a szakaszt halk, kaparó hangok kísérik. Ezt követően leengedi csápjait és 1-3 alkalommal erőteljesen hátrafelé csap velük. Ezzel egyidejűleg a combjait erős hang kíséretében felfelé rángatja, négy szájtapogatóját pedig oldalra szétteríti és rezgeti. Végül a hátsó lábait hátrafelé löködi. Egy ilyen sorozat körülbelül tíz másodpercig tart, és többször is megismétlődik.
A nőstény a - lehetőleg száraz - talajba rakja petéit. Az áttelelő petékből április-májusban kelnek ki a lárvák, amelyek négyszer vedlenek.  

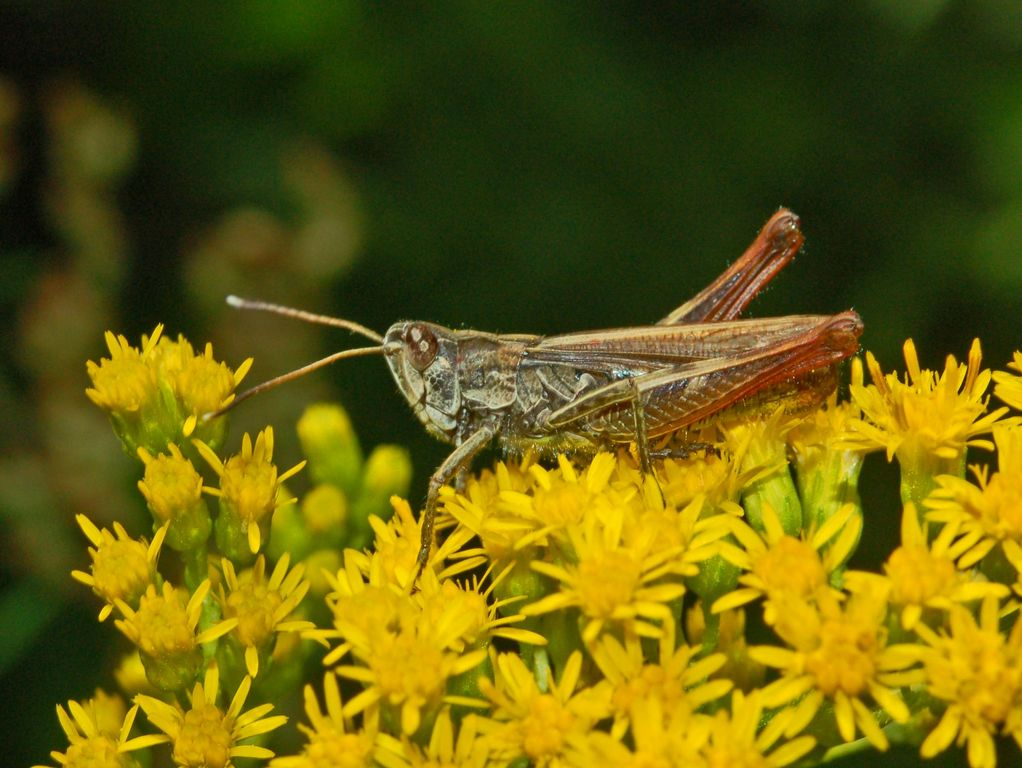
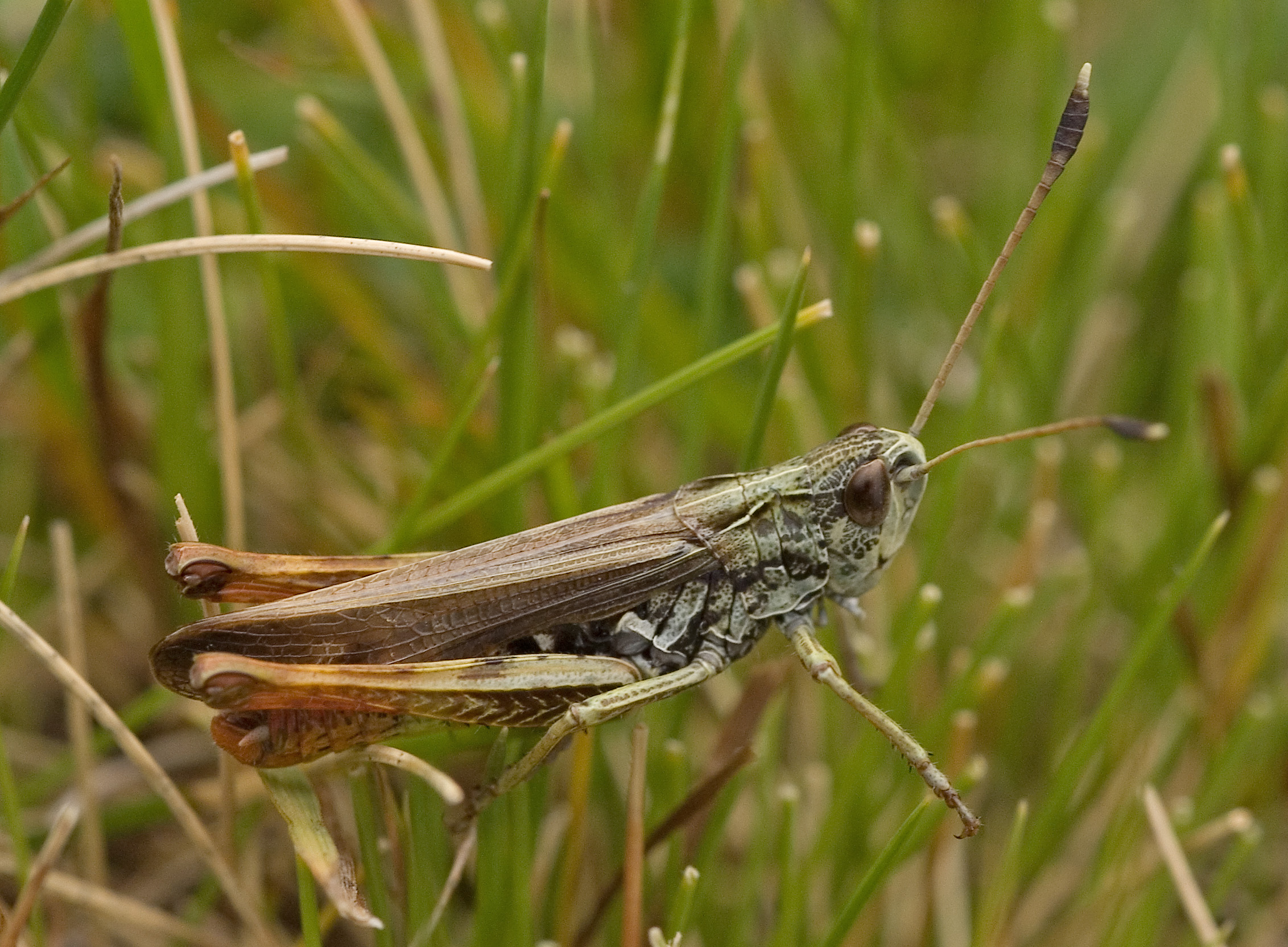
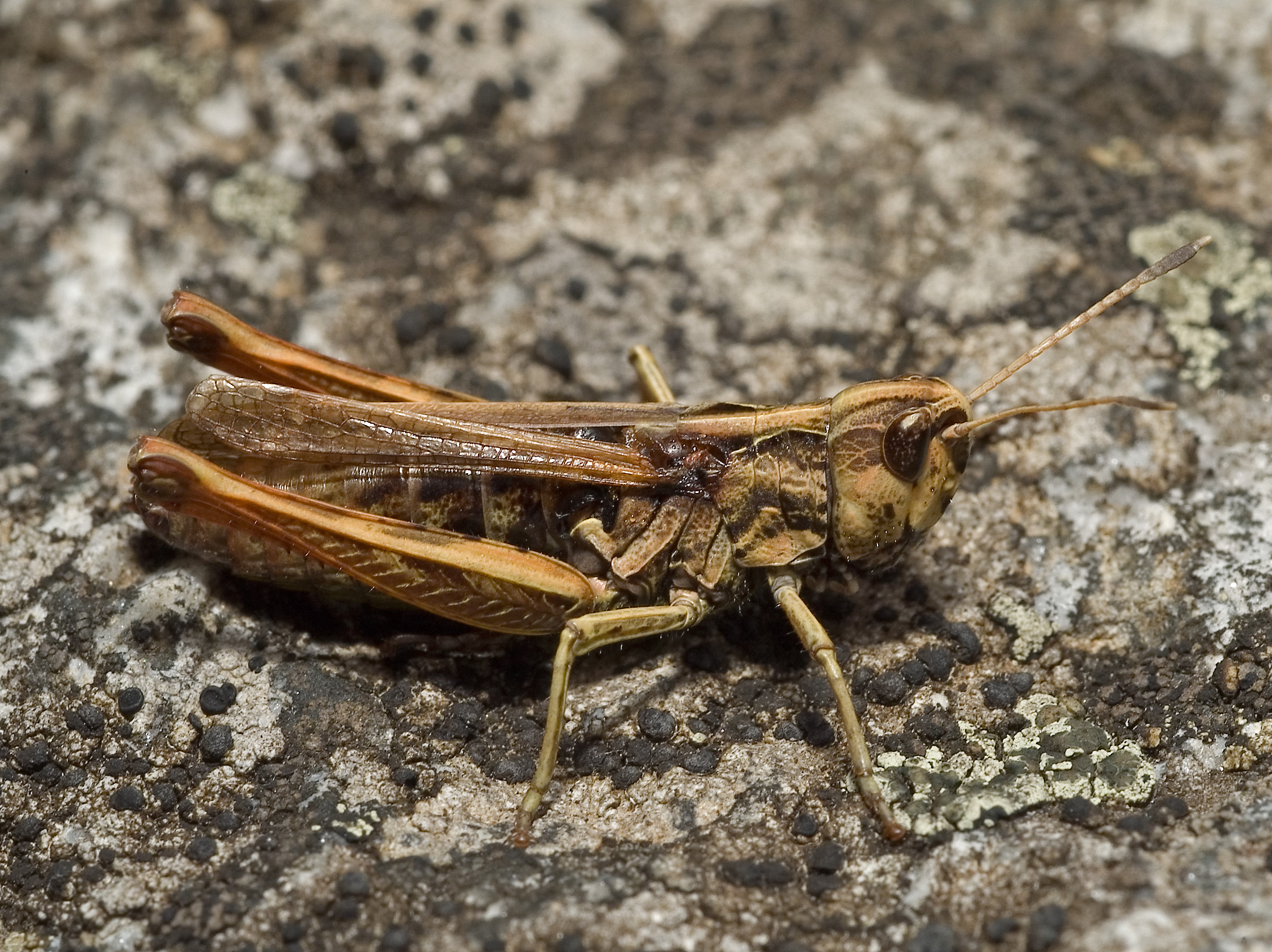
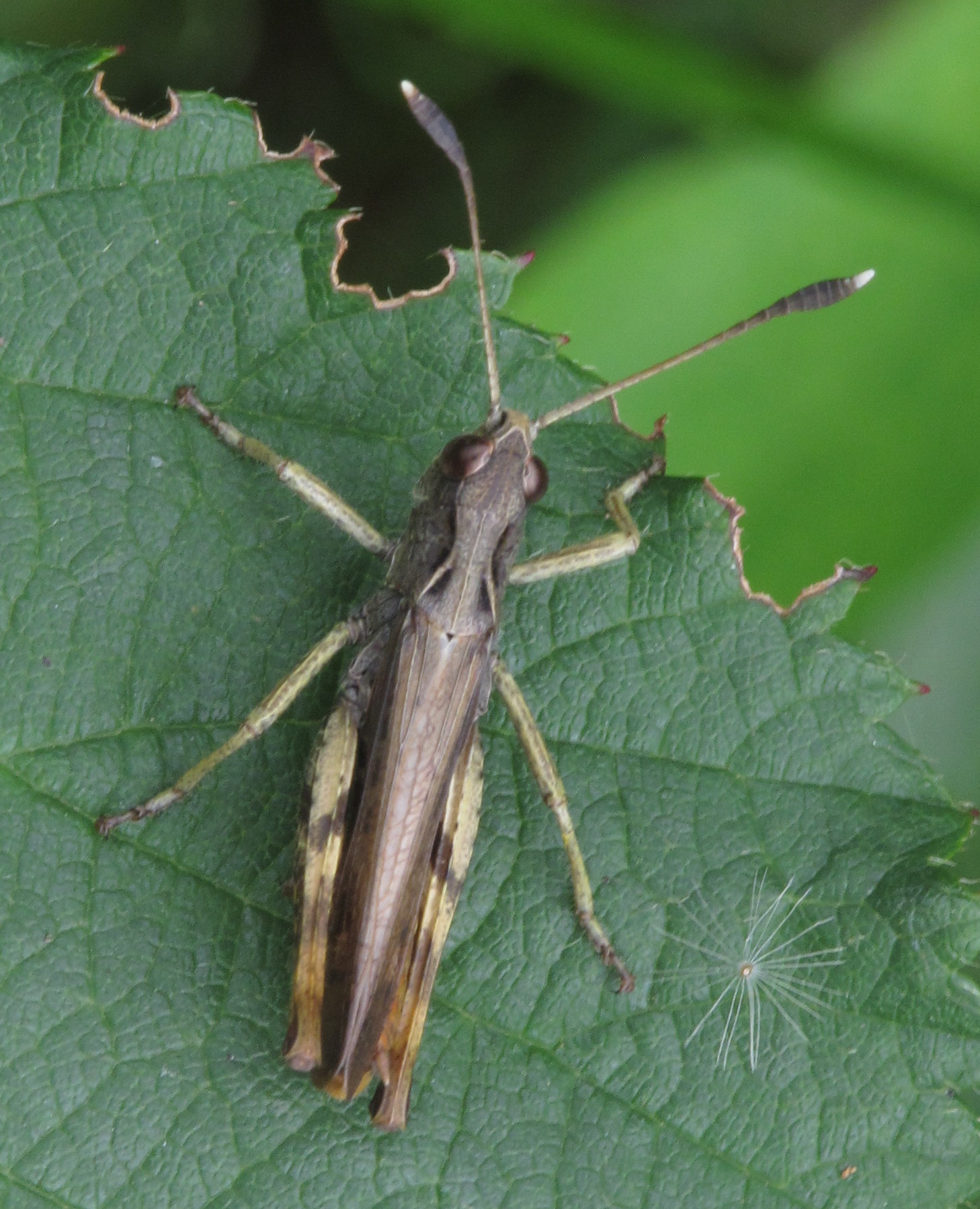
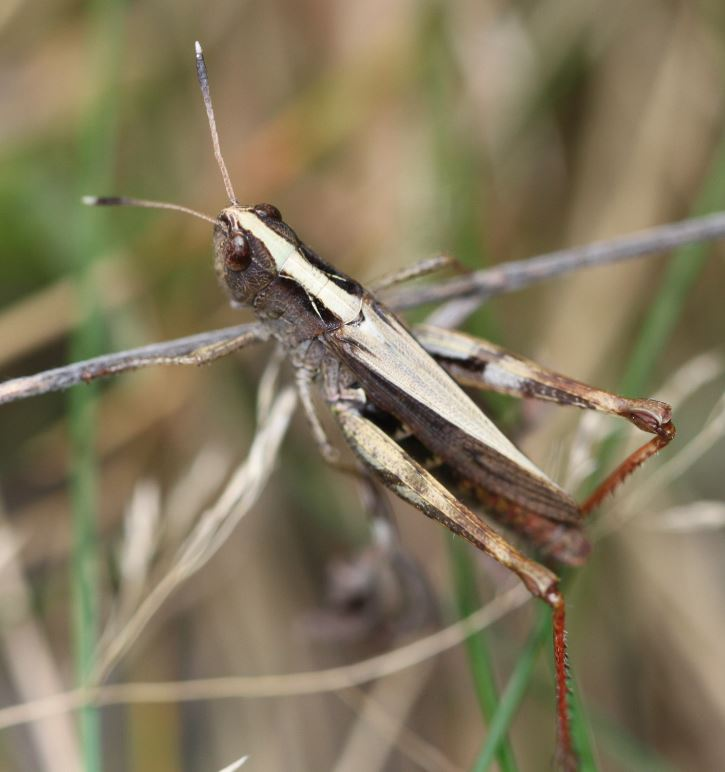

Magyarországon nem védett.